# أرنولف راينر
أرنولف راينر (بالألمانية: Arnulf Rainer)‏ هو رسام ومصور نمساوي، ولد في 8 ديسمبر 1929 في بادن في النمسا.

## وصلات خارجية
- أرنولف راينر على موقع مونزينجر (الألمانية)
- أرنولف راينر على موقع ديسكوغز (الإنجليزية)